# 僵獅子
僵獅子是中國大陸武汉市黄陂区一代的非物質文化遺產，是舞獅與乩童的合體，每年元宵節左右在廟前舉辦。“僵狮子也称“将军狮子”，舞狮者叫“将军”或“马脚”。

## 馬腳
僵獅子最大看點在於起乩的舞獅者，稱為马脚，僵獅子開始後雖然當地都是零下溫度但馬腳都打赤膊，不怕冷也不怕痛，廟內會用上萬發鞭炮直接投擲獅子，在鞭炮炸出的火海中舞動，據說馬腳們事後毫髮無傷。最後会爬到堆成山的桌子上，还会叼咬燃烧的蜡烛，从煮开的柴油里拿取吉祥物等等。
馬腳進入起乩狀態稱下马，若中途脫離狀態必須換人稱转马，最終儀式結束還有一個「化灯」收尾，上萬人拿著蠟燭在夜間繞行村莊和廟象徵送神離開。
科學化的解釋則是現場的熱烈氣氛上萬人敲鑼打鼓加上鞭炮，飲酒後的馬腳們又受到眾人關注進入腎上腺高發狀態。

## 參看
- 八家將
- 儺舞